# Pedro Francisco Miguel
Pedro Francisco Miguel (Casseno de Golungo Alto, 17 novembre 1941) è un filosofo, scrittore e teologo angolano.

## Biografia
Pedro Francisco Miguel nacque il 17 novembre 1941 in Angola (colonia portoghese dal 1482 al 1975), da Maria João Augusto, casalinga, e de José Francisco Miguel, più conosciuto come Mestre Sousa (Maestro Sousa).
Crebbe in un ambito domestico manifestamente e tipicamente ambivalente nella sua espressione antropologica. Da un lato un forte attaccamento alla cultura endogena: nel suo villaggio si praticavano rigorosamente le riunioni diurne (maka) e notturne (sunghila) di formazione, di istruzione, di decisioni; dove venivano narrate le teogonie, le cosmogonie, i miti, i proverbi, la saggezza popolare. Dall'altro, la cultura coloniale, con i suoi schemi assimilativi, oppressivi, disumanizzanti, a partire dalla imposizione dei nomi propri portoghesi in luogo dei nomi autoctoni.
Figlio di un catechista e maestro di scuola, Pedro Miguel poté accedere alla scuola ufficiale, insieme a suoi fratelli (in tutto tre maschi e tre sorelle), quando già sapeva leggere scrivere in alfabeto occidentale.
Effettuò le scuole primarie nella Scuola di Cerca. A circa tre chilometri da questa Scuola era attiva una Scuola protestante. Le due Scuole ‘crebbero’ in un clima di frequenti confronti, spesso vivaci, di carattere religioso e politico. Ciascuna delle due scuole accusava l'altra di essere un “cagnolino” codardo e compiacente nei confronti del sistema coloniale. Pedro Miguel fu uno dei promotori di questi confronti.
Una volta diplomatosi nella scuola di Cerca, Pedro Miguel venne selezionato e mandato, come allora si faceva, a insegnare nelle scuole elementari. Dopo due anni di docenza, Pedro Miguel sentì che ciò che aveva imparato era solo l'inizio di una lunga corsa. Il suo desiderio era proseguire oltre. Ma, tranne il liceo che funzionava nella capitale dell'Angola, Luanda, e pertanto non da tutti accessibile (si tenga presente che l'Angola è 4 volte più grande dell'Italia), altre scuole superiori si potevano incontrare solo presso quelle gestite da Missionari. È in una di queste scuole superiori che Pedro Miguel si iscrisse
Arrivarono poi gli anni '60-'70, quando la lotta per la liberazione politica dell'Angola entrò nell'occhio del ciclone. Anche le scuole e i seminari furono coinvolte, così come i loro fruitori. Poi, ecco il destino con la sua selezione: una parte di studenti fu ingoiata dalla guerra; un'altra parte trattenuta nelle sue file; una terza proseguì gli studi, ma altrove: in Africa, in America, in Europa. Miguel fu uno di questi ultimi.
A parte il suo desiderio di sapere, negli studi del seminario Pedro Miguel credette di poter trovare risposte alle domande che gli venivano dalle dottrine amministrate per giustificare il colonialismo e suoi sistemi; sistemi che reprimevano e cancellavano quanto lui aveva imparato nelle riunioni del villaggio; sistemi che avevano sterminato tanta della sua gente, compresi i suoi genitori e un fratello, per estorcere i loro beni, le loro fonti di vita, nella fattispecie i loro possedimenti di caffè. Ma proprio nello studio della Filosofia e della Teologia occidentali di stampo aristotelico, ovvero la Scolastica, Miguel, come dimostrerà nelle sue opere, in particolare nel saggio Muxima, troverò la radice del razzismo istituzionalizzato e il disprezzo del “diverso” che alimentano le culture occidentali.
Si laureò in filosofia all'Università degli Studi di Bari e in teologia morale nell'Accademia Alfonsiana di Roma, difendendo le tesi, rispettivamente, su Canali epifanici dell'Etica Bantu e su Strutture del Potere e Meccanismi di Dominio della Chiesa in Angola: dall'esordio delle conquiste all'indipendenza politica. Riportò in entrambe le lauree la votazione summa cum laude.
Nel frattempo, attraverso amici comuni frequentati mentre perfezionava gli studi all'Università di Grenoble, Miguel conobbe Fortunata Dell'Orzo, che diventerà poi la sua compagna di vita.
Nel 1977, Miguel andò in Brasile con l'intento di effettuare, nell'ambito dell'Università Cattolica di São Paulo, una ricerca antropologica sulle religioni afro-brasiliane. Per mantenersi lavorò in una fazenda come insegnante e come amministratore, dove dovette convivere con i metodi schiavisti con cui sono trattati i lavoratori.
Nel Brasile lo raggiunse Fortunata Dell'Orzo, che nel frattempo si era laureata in Scienze Politiche, e il 22 agosto 1979, a Rio de Janeiro, i due si sposarono.
Nel novembre del 1980, nacque il loro figlio e pochi giorni dopo decisero di lasciare il Brasile per andare in Angola, passando per l'Italia. Una volta giunti in Italia, però, ricevettero le notizia che la situazione angolana non era consigliabile per andarvi a vivere, per di più con un bambino di pochi giorni. Nel frattempo Miguel trovò lavoro nell'insegnamento; insegnò prima materie umanistiche negli Istituti di Formazione Professionale, e poi nell'Università di Lecce come docente di letterature africane di espressione portoghese; quindi fu docente di sociologia delle migrazioni e di sociologia delle relazioni etniche nell'Università degli studi di Bari.
In Italia e nella Svizzera italiana fu invitato a tenere conferenze, corsi di aggiornamento e Master a vari livelli.

## Opere
- Kijila. Per una Filosofia Bantu, Edlico, Bari rist. 1987[3].
- Mwa Lemba. Per una Teologia Bantu, Edlico, Bari 1987.
- Honga. Per un'antropologia africana, La Meridiana Editrice, Molfetta (Ba) 1990.
- L'uovo, la gallina e il pulcino, Nuova Specie, Troia (FG) 1992.
- Honga. Guida per un'immersione felice fra i Bantu dell'Africa Nera, Nuova Specie, Troia (FG) 1994.
- Kimbanda. Guaritori e salute fra i Bantu dell'Africa Nera, Edistampa/Nuova Specie, Troia (Fg) 1997.
- Tussanghe. Sintesi epistemologica di Filosofia Africana, Milella, Lecce 1998.
- Talamungongo. Lo sguardo dell'Africa per il III Millennio, Edizioni No Zap, Bari 1999.
- Speranza Sacra, di Agostinho Neto, edizioni Lavoro, Roma 2001, curandone l'introduzione e la traduzione dalla lingua portoghese.
- Muxima. Sintesi epistemologica di Filosofia Africana, Edizioni Associate, Roma 2002.
- Dizanga Dia Muenhu, di Boaventura Cardoso, Edizioni Associate, Roma 2004, curandone l'introduzione, le note e la traduzione dalla lingua portoghese.
- Dibubu. La Voce che manca all'Utopia interetnica, Edizioni Romanae, Bari 2004.
- Talamungongo. Lo sguardo dell'Africa per il III Millennio, Edizioni Romanae, Bari 20052.
- Sarvas. Salute, Salvezza, Tecniche di Rassicurazione e Salvaguardia Olistica nel pensiero africano nero, LBM Edizioni, Bari luglio 2007.
- Anangola Kolenu. Letterature africane di espressione portoghese (1845 – 1980), Edizioni Associate, Roma 2008[4]
- Estruturas do Poder e mecanismos de Domínio da Igreja em Angola, Edizioni VivereIn, Monopoli (Bari) 2012.
- África. Uma visão global, Edizioni VivereIn, Monopoli (Bari) 2013.
- Dízui Diami. Grammatica della Lingua Kimbundu, Aracne Editrice Internazionale, Ariccia (RM) 2016.
- Kala Kiambote. Statemi bene, Fondazione Maria Rossi Onlus, Bari 2016.
- AA.VV., La Pace liberata, EMI, Bologna 1988.
- AA.VV., Studiar per pace, Vol.I, Thema Editore, Bologna 1988.
- AA.VV., Verso la Pace. Come imparare la pace studiando la filosofia, Vol. III, Ed. Elle Di Ci, 	Leumann (Torino) 1990.
- AA.VV., Il Confine inviolabile. La non violenza e il bisogno di identità, La Meridiana, Molfetta (Ba) 1991.
- AA.VV., Educazione Musicale in una Società multietnica (Quaderni), Pro Civitate Christiana, 	Assisi 15 (1992).
- AA.VV., La Madre, il gioco, la terra, Laterza, Bari 1992.
- AA.VV., Immigrazione una nuova fase, dall'accoglienza all'integrazione, E.M.I., Bologna 1995.
- AA.VV., L'Integrazione. Nuovo modello di sviluppo, Borla, Roma 1998
- AA.VV. Nuovi colori in città, Incontri e sguardi verso una scuola interculturale, Comune di Carpi 1999.
- Introduzione in Salvatore Padula, Carattere e compiti della Filosofia oggi, Milella, Lecce 1999
- AA.VV., Angelo Prontera. Echi di una voce, Milella, Lecce 1999.
- Introduzione in Vicente Carlos Kiaziku, L'Inculturazione come sfida alla vita consacrata nell'Africa Bantu, Emi, Bologna 1999.
- AA.VV., Il Maschile a due voci, Piero Manni Editore, Manduria 1999.
- Prefazione in Antonio Colella, C'era una volta. Personaggi e proverbi di Troia, Edistanpa Nuova Specie, Troia 2000.
- AA.VV., Il sasso nello stagno, Libreria al Segno editrice, Pordenone 2000.
- AA.VV., Africa tra debito estero e risarcimento, L'Harmattan, Parigi, Torino 2001
- AA.VV., Poetiche Africane, a c. di Armando Gnisci, Meltemi editore, Roma 2002
- AA.VV., Filosofare Dialogando. Studi e testimonianze per Angelo Prontera, Milella, Lecce 2002.
- AA.VV., Atti IV Congresso Nazionale della Società Italiana per la Bioetica ed i Comitati Etici, Puglia Grafica sud Bari, 2003.
- Angela Danisi (a cura di), Agenda 21, Formazione tra scienza ed etica, Per una società sostenibile, Villaggio Globale edizioni, Valenzano (Bari) 2005.
- Il contributo delle filosofie africane a una nuova antropologia in Giovanni Ferretti e Roberto Mancini (a cura di), Essere umanità. *L'antropologia nelle filosofie del mondo, Eum Edizioni, Macerata 2009.
- Filosofia occidentale e cultura africana in Carlo Cunegato, Ylenia D'Autilia e Michele di Cintio (a cura di), Significato e dignità dell'uomo nel confronto interculturale, Armando Editore, Roma 2013.
- Sulla Storia dell'Africain Ylenia D'Autilia, Michele di Cintio e Michele Lucivero (a cura di), Ripensare il passato per un avvenire comune. Parlano le altre storie, Aracne Editrice, Ariccia 2014.

## Articoli
- La filosofia bantu.  Il mondo, la vita, Dio, il sesso,  la religione,  Parte I, in "dall'Interno",  Mensile di Documentazione e Dibattito su Istituzioni e Società, nº 1-2  (1982).
- La filosofia bantu, Parte II,  in "dall'Interno", Mensile di Documentazione e Dibattito su Istituzioni e Società, nº3-4 (1982).
- Lo stregone che è dentro di noi, in  "Rocca",  XLV,  20/21 (1986), pp. 32–39.
- Monangamba: Razzismo e schiavitù visti dall'interno, in “Il colore e il suo contrario. 	Artisti contro l'Apartheid”, Numero Unico, 1987.
- Continua il mito del buon selvaggio, in "Nigrizia", CV, nº 2 (1987), pp. 56–57.
- L'Africa che è dentro di noi, in "Portanuova", VI,  nº14 (1987), pp. 15–16.
- I canti della liberazione africana. La nascita, in  "Rocca" XLVI,  nº 24 (1987), pp. 41–43.
- I canti della liberazione africana. La morte,  in  "Rocca"  XLVII, nº 3 (1988), pp. 41–44.
- I canti della liberazione africana.  L'oppressione, in "Rocca" XLVII, nº 5 (1988), pp. 45–48.
- I canti della liberazione africana.  La liberazione, in "Rocca" XLVII, nº 8 (1988), pp. 41–44.
- Se non sei come me non sei..., in  "Gioventù Evangelica", XXXVIII, nº 110 (1988), pp. 29–31.
- La Teologia Africana, in "Quaderni", 42 (1988),  Centro studi e Documentazione "la Porta", Bergamo, pp. 14–23.
- La morale dell'Homo Fractus. Diritti dell'uomo senza giustizia?, in "Bollettino Pax Christi",  nº 11 (1988), pp. 11–18.
- Colonialismo ed evangelizzazione: il caso africano. in "Testimonianze", XXXI, nº 309-310 (1988), pp. 35–45.
- Gridare Africa è poco, in "Rocca", XLVII, nº 3 (1989), pp. 45–47.
- Nero è  il colore della speranza, in  "Rocca",  XLVIII, nº 15 (1989), pp. 18–20.
- Oltre il razzismo, in "Animazione sociale", XX nº 28 (1990), pp. 73–79.
- La bussola e il cammino, in "Mosaico di Pace",  I, nº 1 (1990), pp. 21–22.
- L'Anima dell'Africa, in "Jesus” , XII, nº 11, 1990, pp. 75–87.
- Angola, in “Meticcia”, I nº 3-4 (1990), pp. 5–45.
- Fede ed economia: il Sud del mondo, in “Rivista di Scienze Religiose”, V, nº 2 (1991), pp. 449–460.
- L'Europa del ‘92 vista dal Sud, in “Partecipazione”, dicembre 1991, nº 9, pp. 5–9.
- L'impatto del nero immigrato in Europa, in “Testimonianze”, XXXIV, nº 337, pp. 33–39.
- La famiglia africana tra miti e simboli, in “Fatebenefratelli”, XIV, nº 1 (1992), pp. 66–70.
- L'Europa dei non europei, in “Arcobaleno”, II, nº 3 (1992), pp. 14–22.
- Le sfide della pace dietro la crisi, in “Mosaico di Pace”, III, nº 9 (1992), p. 1.
- L'Europa, fortezza contro l'assedio dei poveri, in “SIAL”, XV, nº 16 (1992), pp. 18–20.
- Esiste negli africani un'autocoscienza della loro cultura?, in “ Ad Lucem”, XXXV, nº 2 (1993), pp. 8–10.
- Conoscere il mondo africano, intervista a cura di E. Rebuffini, in “Missione Oggi”,  nº 6, giugno-luglio 1993, pp. 14–16.
- Teologia Africana, in “Betlemme”, XCVII, nº 5/94, pp. 4–9.
- La Coscienza Negra, in “Madrugada”, nº 29, Anno VIII, marzo 1998, pp. 24–25.
- Il kimbundu in “Interculturel” , nº2, Lecce 1999.
- Dio è morte e soffia dove vuole in “Limax”, dicembre 1999, nº 10.
- Quando i fiumi scorreranno dalla foce alla sorgente, in “Il Segno Memoria e testimonianza”, atti del Convegno Internazionale, Bari, 25-26-27 ottobre 2001.
- Musica per una Pedagogia Interculturale in “Laboratorio Educativo Meridionale per L'Europa” nº 30, settembre/Dicembre 2004, pp. 32–41.
- Il parto nelle culture dell'Africa Nera in “Etnoginecologia Oggi” N° 2/2007.
- Il parto gemellare nelle culture africane in “Etnoginecologia Oggi”N°5/2008.
- Nigeria in “Laboratorio Educativo Meridionale per L'Europa” nº 32, 2008, pp. 27–41.
- Jikuku. L'Ontologia ancestrale, in “B@beleonline/print” Rivista di Filosofia, Università Roma 3, nº 6, anno 2009,   pp. 59–76.